# Аналог: наукова фантастика та факти
«Аналог: наукова фантастика та факти» (англ. Analog Science Fiction and Fact; варіанти назви — «Astounding Science Fiction», «Astounding Stories of Super-Science», «Astounding Stories», «Analog») — один з найбільш впливових американських журналів фантастики за всю історію фантастики як самостійного напряму комерційної літератури.

## Створення журналу і роки до Кемпбелла
Журнал був заснований в рамках видавничого концерну Publisher's Fiscal Corporation (пізніше перейменований у Clayton Magazines). Проєкт журналу розробив його перший редактор Гаррі Бейтс, який взяв за основу схему «Amazing Stories», але, розраховуючи залучити ширшу читацьку аудиторію, зробив ухил у бік більшої розважальності. Бейтс також вважав непотрібним «науковий» ухил, який був так принципово важливий для Хьюго Гернсбека — натомість він винайшов концепцію «наднауки» (англ. super science), яка позбавляла авторів від необхідності обтяжувати кожен сюжетний поворот «пізнавальністю» і давала їм значно більшу творчу свободу. Пропозицію створити новий журнал виходив від власника корпорації Вільяма Клейтона, якому раз на місяць надходили на затвердження обкладинки всіх 13 журналів, які виходили в компанії на одному великому аркуші. Обкладинки були розміщені в чотири ряди по чотири, і на аркуші залишалося місце ще для трьох обкладинок, що Клейтона вкрай дратувало. Щоб заповнити порожні місця на цьому аркуші, він і запропонував пошукати теми для нових журналів.
Перший номер журналу, який спочатку називався «Astounding Stories of Super-Science», вийшов в січні 1930 року у звичайній для комерційних журналів супер економічній манері — на поганому папері в стандартному для pulp-журналів форматі («Amazing», який претендував на «просвітницьку роль», спочатку виходив у збільшеному «престижному» форматі і на гарному папері) обсягом 144 сторінки і з необрізаним блоком.
Журнал став швидко набирати популярність. Основу його авторського активу, завдяки порівняно високим гонорарним ставкам, складали письменники вже «розкручені» в журнальній періодиці — Рей Каммінгс, Мюррей Лейнстер, Віктор Руссо (англ.), Харл Вінсент, Едмонд Гамільтон, Джек Вільямсон та інші, проте Гаррі Бейтс активно залучав і нових авторів, орієнтуючи їх на написання оповідань у модифікованих фантастичним антуражем популярних напрямках. Наприклад, перенесення звичайних сюжетів вестернів (на жаргоні — «кінських опер») на інші планети створило новий напрям «космічної опери» — космічний вестерн.
У веденні журналу Бейтсу допомагали асистент Десмонд Хол і консультант Дуглас М. Долд. Протягом 1931 і 1932 років журнал виходив під скороченою назвою «Astounding Stories».
У 1933 році Clayton Magazines збанкрутувала, і журнал перекупила компанія Street and Smith. Останній номер під редакцією Гаррі Бейтса вийшов у березні 1933 року, далі була велика перерва, а потім у жовтні 1933 року вийшов перший номер під редакцією Ф. Орліна Тремейна. Новий редактор провів деякі реформи у змісті журналу — наприклад, він незабаром почав випускати «концептуальні» номери, публікації яких підбиралися таким чином, щоб можна було з різних точок зору оцінити ту чи іншу фантастичну концепцію. Журнал знову став називатися «Astounding Stories».
Гонорарні ставки за нового власника знизилися, але все одно залишалися вищі, ніж в інших журналах фантастики, тому «Astounding» і далі залучав у редакційний портфель романи й оповідання найбільш популярних фантастів — крім Джека Вільямсона і Мюррея Лейнстера, тут публікувалися Е. Е. «Док» Сміт, Джон Кемпбелл (у тому числі під псевдонімом «Дон А. Стюарт»), Кетрін Мур, Говард Лавкрафт, тоді ж у журналі з'явилися перші публікації Лайона Спрега де Кемпа, Еріка Френка Рассела, статті Віллі Лея.
Під керівництвом Тремейна «Astounding» помітно зміцнив свої позиції — у той час, як практично всі інші журнали фантастики переживали важкі часи, втрачали читачів і зменшували періодичність, «Astounding» залишався прикладом стабільності, його популярність серед читачів фантастики постійно зростала.

## Епоха Кемпбелла

### «Золотий вік»
В кінці 1937 року Ф. Орлін Тремейн отримав підвищення — посаду редакційного директора Street and Smith — і запропонував своє колишнє місце Джону Кемпбеллу, який прийняв журнал починаючи з жовтневого номера 1937 року. У березні 1938 року назва змінилася на «Astounding Science Fiction», а до середини 1939 року Кемпбелл сформував кістяк своєї «зоряної» команди авторів, яка згодом склала славу американської фантастики XX століття. Спочатку в журналі з'явилися оповідання Лестера дель Рея, Л. Рона Хаббарда, відбувся другий прихід в фантастику Кліффорда Саймака, але по-справжньому принциповим проривом стали літні номери 1939 року, в яких були опубліковані концептуально нові оповідання А. Е. ван-Вогта, Айзека Азімова, Теодора Старджона, а також дебютний оповідання Роберта Гайнлайна, який дуже швидко став ключовим і найбільш популярним автором «Astounding». Згодом у «групу Кемпбелла» влилися також Ентоні Бучер, Фріц Лайбер, Генрі Каттнер та інші автори. При цьому «Astounding» залишався журналом наукової фантастики, хоча б концептуально переосмисленої в літературу «концептуального прориву»; паралельно Кемпбелл запустив у березні 1939 року його супутник — журнал фентезі «Unknown», який був не менш впливовим у своїй галузі й проіснував до 1943 року.

### «Срібний вік»
Завдяки Кемпбеллу і зібраної ним команді, «Astounding» залишався абсолютним лідером серед журналів фантастики аж до початку 1950-х років, коли у нього вперше з'явилися сильні конкуренти — журнали «Fantasy & Science Fiction», «Galaxy» і «If». У той час, як Кемпбелл і далі робив ставку на фантастику «концептуального прориву», редактори нових журналів творчо переробили його підхід і вийшли на новий рівень осмислення фантастики саме як літератури, і багато авторів, які раніше були беззастережно вірні Кемпбеллу, почали публікуватися і в інших журналах.
Тим не менш, «Astounding» залишався одним з найбільш помітних журналів фантастики і в 1950-х роках. Кемпбелл у цей період розширив свій авторський актив такими авторами, як Пол Андерсон, Джеймс Бліш, Гордон Діксон, Роберт Сілверберг та інші.

### «Analog»
У 1960 році журнал перейменували в «Analog Science Fiction and Fact», проте його політика загалом залишилася колишньою. Кемпбелл і далі дотримувався при відборі творів досить суворих критеріїв, багато з яких до того часу вже стали анахронізмами, проте йому добре вдавалося тримати журнал у формі.
У 1962 році компанія Street and Smith припинила існування, і журнал перейшов у власність видавничої групи «Conde Nast», хоча багато видань з того ж пакету були визнані не гідними продовження видання.
Найбільш значним з опублікованих у 1960-х роках у «Analog» творів був цикл Френка Герберта «Дюна». Серед постійних авторів журналу в цей період були також Гаррі Гаррісон, Мак Рейнольдс, Крістофер Енвил та інші.
Журнал отримував премії «Г'юго» як найкращий журнал фантастики в 1953, 1955—1957, 1961, 1962, 1964, 1965 роках.

## Після Кемпбелла
Після смерті Джона Кемпбелла в 1971 році редактором «Analog» став Бен Бова. З його приходом політика журналу стала більш ліберальною, і в ньому почали публікуватися Роджер Желязни, Джо Голдеман, Джордж Р. Р. Мартін, Джоан Д. Віндж, що благотворно позначалося на популярності видання. Бен Бова був удостоєний премії «Г'юго» як найкращий редактор у 1973—1977 і 1979 роках.
З 1978 по 2012 рік обіймав посаду редактора Стенлі Шмідт. Під керівництвом Шмідта «Analog» і далі відігравав помітну, хоча й не провідну роль у фантастичній періодиці США. Як і Кемпбелл, Шмідт пропрацював редактором журналу 34 роки і в 2013 році, вже після відходу у відставку, отримав премію «Хьюго» як найкращий професійний редактор (у розряді короткої літературної форми). У 1980 році група Conde Nastпродала журнал компанії Davis Publications.